# Birka Cruises

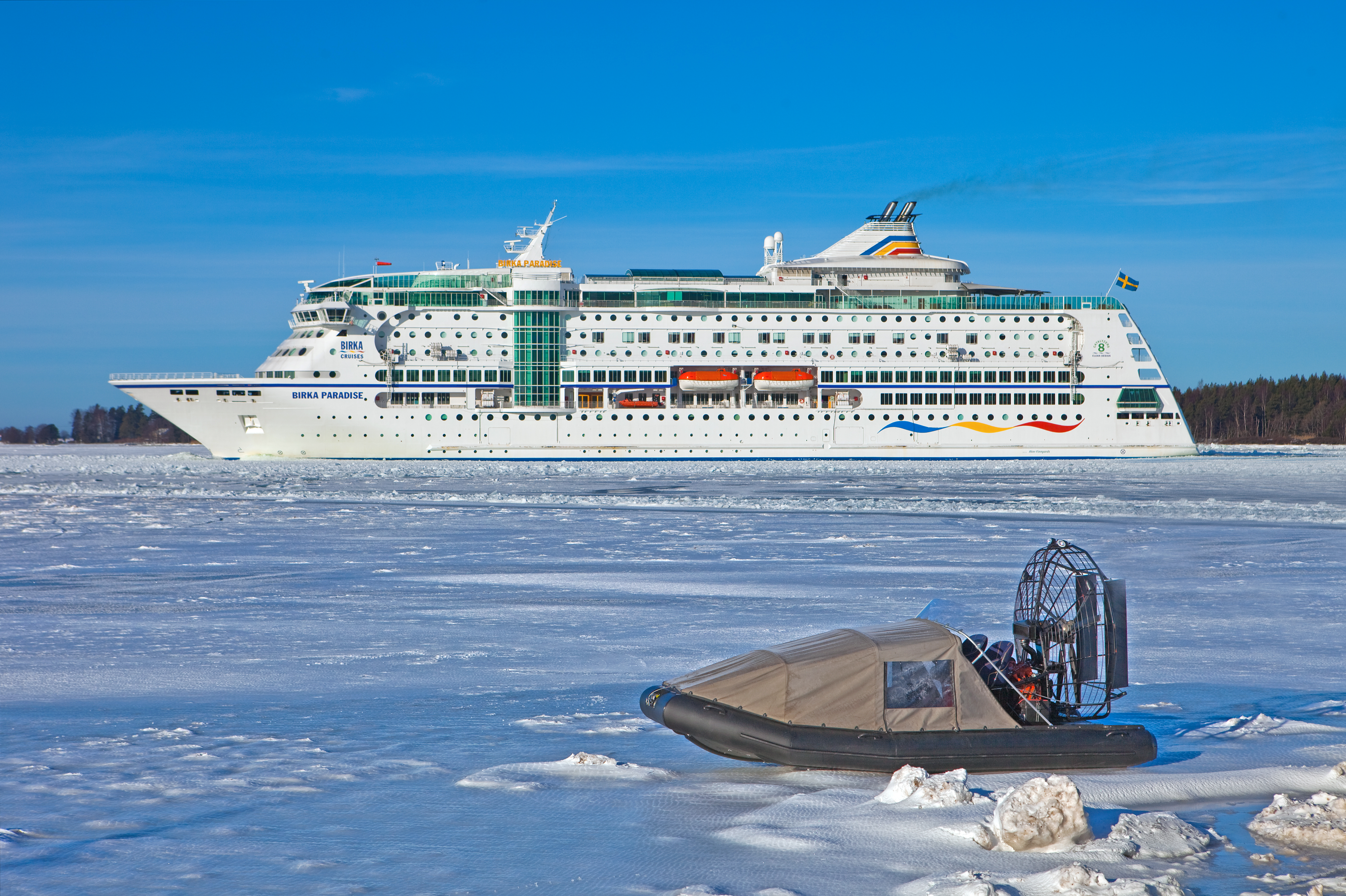
M/S Birka Stockholm (då M/S Birka Paradise) utanför Mariehamn 2011.

Birka Cruises AB var ett svenskt rederi som ägdes av det åländska Rederiaktiebolaget Eckerö. Rederiet bedrev kryssningstrafik mellan Stockholm och Mariehamn samt längre kryssningar till olika destinationer kring Östersjön med sitt fartyg M/S Birka Stockholm. Birka Cruises utsågs flera gånger till Sveriges bästa rederi i Grand Travel Award. Genom att lansera nya destinationer och annorlunda resor som skidkryssningar, träningsresor och julkryssningar utmanade rederiet bilden av vad Östersjökryssningar kunde innebära.
Den 16 mars 2020 pausades trafiken på grund av Covid-19-pandemin. Efter 49 år på Östersjön meddelade rederiet den 3 juli 2020 att företaget skulle avvecklas på grund av pandemins negativa effekter på kryssningsverksamheten. Totalt berördes 509 anställda.
Birka Cruises huvudkontor låg i Stadsgårdsterminalen vid Stadsgården i Stockholm.

## Historik

### Grundande och tidiga år (1971–1985)
Rederiet Birka Line grundades 1971 på Åland av Bror Husell. Affärsidén var att bedriva trafik året runt mellan Sverige och Åland. Dotterbolaget Ålandslinjen (senare Birka Cruises) ansvarade för marknadsföring och försäljning av kryssningarna. I november 1971 köptes det danska fartyget M/S Prinsesse Margarethe, som döptes om till M/S Prinsessan. Våren 1972 köptes systerfartyget M/S Kong Olav, som fick namnet M/S Baronessan. Året därpå förvärvades M/S Freeport från USA för att användas som bil- och passagerarfärja mellan Stockholm och Helsingfors, men fartyget såldes redan efter ett år till Stockholms Rederi Svea.
År 1978 lades M/S Prinsessan upp i Mariehamn och såldes senare. Istället köptes M/S Finnhansa (byggd 1966 vid Sandvikens varv i Helsingfors). Fartyget döptes om till M/S Prinsessan och sattes i trafik mellan Stockholm och Mariehamn. År 1980 såldes M/S Baronessan till Yick Fung Shipping & Enterprise Co Ltd i Panama. Samtidigt byggdes M/S Prinsessan om med fler hytter, ett dansgolv och ett konferensrum. M/S Birka Princess beställdes 1983 från Valmet Nordsjövarv i Helsingfors som rederiets första skräddarsydda fartyg och sjösattes 1985. 

### Expansion och M/S Birka Princess (1986–2003)
I samband med leveransen av M/S Birka Princess 1986 bytte rederiet namn till Birka Cruises. Den tidigare M/S Prinsessan såldes efter nio års tjänst till rederiet Orient Navigation Co Ltd från Cypern för att användas som kryssningsfartyg i Medelhavet. När Wärtsilä Marinindustri gick i konkurs 1989 kunde nybygget '1312' inte levereras till Birka Cruises. Det färdigställdes istället för Majesty Cruise Line som M/S Royal Majesty. Samma år, 1989, noterades Birka Line på Helsingforsbörsen. Året därpå förvärvade bolaget 70 procent av aktiemajoriteten i roro-rederiet United Shipping Ltd Ab i samband med en nyemission. År 1992 köpte Birka Line M/S Sunward, som trafikerade linjen Stockholm–Sankt Petersburg och döptes om till M/S Birka Queen. Affären visade sig olönsam, och fartyget hyrdes istället ut till Norwegian Cruise Line, där det återfick namnet M/S Sunward.
Vid 25-årsjubileet 1996 hade rederiet transporterat 12 968 989 passagerare på enkelresor sedan starten. M/S Birka Princess firade 10 år med totalt 2 617 448 passagerare ombord. Rederiet fick under denna tid utmärkelser för sitt arbete med säkerhets- och miljöfrågor. United Shipping Ltd Ab köptes upp helt och blev ett dotterbolag. År 1999 byggdes M/S Birka Princess om vid Lloyd Werft Bremerhaven i Tyskland. Efter ombyggnaden ansågs fartyget vara ett av de säkraste och mest miljöanpassade i sin tid, bland annat med sprinklers i alla utrymmen och katalysatorer på motorerna. Rederiet tilldelades miljöpriset 1999 och certifierades från år 2000 enligt ISO 14001 av Lloyd's Register Quality Assurance för sitt miljöledningssystem, kryssningsverksamhet och passagerarservice.
Vid 30-årsjubileet 2001 ansågs M/S Birka Princess fortfarande vara ett av de modernare fartygen på Östersjön. År 2002 beställde rederiet ett nytt fartyg från Aker Finnyards i Raumo. Fartyget, som skulle heta M/S Birka Paradise, planerades få ett exklusivt soldäck där artificiella solar kunde ge ljus och värme året om. Dotterbolaget United Shipping Ltd Ab bytte namn till Birka Cargo, vars flotta då bestod av sju moderna roro-fartyg. Året efter passerade M/S Birka Princess totalt fem miljoner passagerare ombord.

### M/S Birka Stockholm och sista åren (2004–2020)
M/S Birka Paradise levererades 2004 och gjorde sin jungfruresa från Stockholm till Mariehamn. År 2006 sålde rederiet M/S Birka Princess till Louis Cruise Lines på Cypern, som döpte om henne till M/S Sea Diamond. Den 6 april 2007 förliste fartyget utanför Santorini efter en grundstötning dagen innan och ligger sedan dess på 90 till 140 meters djup. Rederiaktiebolaget Eckerö köpte aktiemajoriteten i Birka Line Abp 2007 och tog över det som ett dotterbolag året därpå. År 2013 döptes M/S Birka Paradise om till M/S Birka Stockholm.
Den 3 juli 2020 meddelade Birka Cruises att rederiet skulle upphöra med all verksamhet till följd av Covid-19-pandemin. Nedläggningen berörde 509 anställda: 466 vid Rederi Eckerö AB (som ägde M/S Birka Stockholm och ett annat fartyg) och 43 vid försäljningsbolaget Birka Cruises AB.

## Rutter och destinationer
Under sin verksamma tid trafikerade Birka Cruises bland annat följande rutter och destinationer:
- Stockholm–Mariehamn (dygnskryssning, 22 h)
- Långkryssningar (2–4 dygn):
  - Stockholm–Höga Kusten–Luleå–Vasa
  - Stockholm–Visby
  - Stockholm–Visby–Bornholm
  - Stockholm–Bornholm–Rügen
  - Stockholm–Bornholm–Warnemünde
  - Stockholm–Visby–Bornholm–Köpenhamn
  - Stockholm–Visby–Ystad
  - Stockholm–Ösel–Visby
  - Stockholm–Mariehamn–Sundsvall (SkiCruise)
  - Stockholm–Mariehamn–Kemi (SantaCruise)

## Fartyg
Fartyg som trafikerat för Birka Line / Birka Cruises:
- M/S Prinsessan (1971–1977), tidigare M/S Prinsesse Margarethe
- M/S Baronessan (1972–1980), tidigare M/S Kong Olav
- M/S Freeport (1973–1974)
- M/S Drottningen (1973–1974, chartrad)
- M/S Prinsen (1977–1978), korttidschartrad
- M/S Prinsessan (1978–1987), tidigare M/S Finnhansa
- M/S Birka Princess (1986–2006), senare M/S Sea Diamond
- Nybygge 1312 (beställd 1989, ej levererad till Birka, blev M/S Royal Majesty)
- M/S Birka Queen (1992), tidigare/senare M/S Sunward
- M/S Birka Stockholm (2004–2020), ursprungligen M/S Birka Paradise

## Galleri

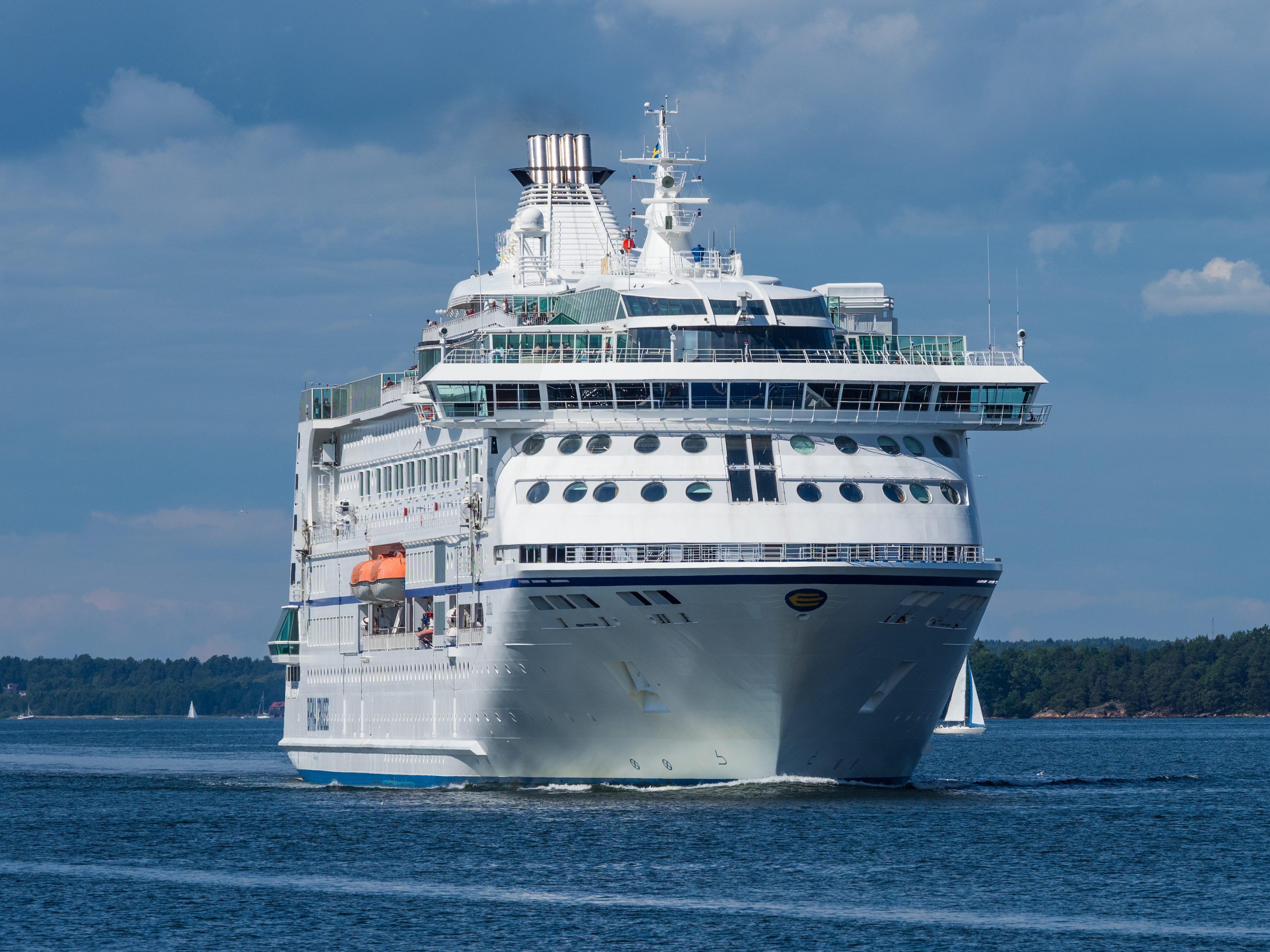
M/S Birka Stockholm närmar sig Oxdjupet, Stockholm, 2017.
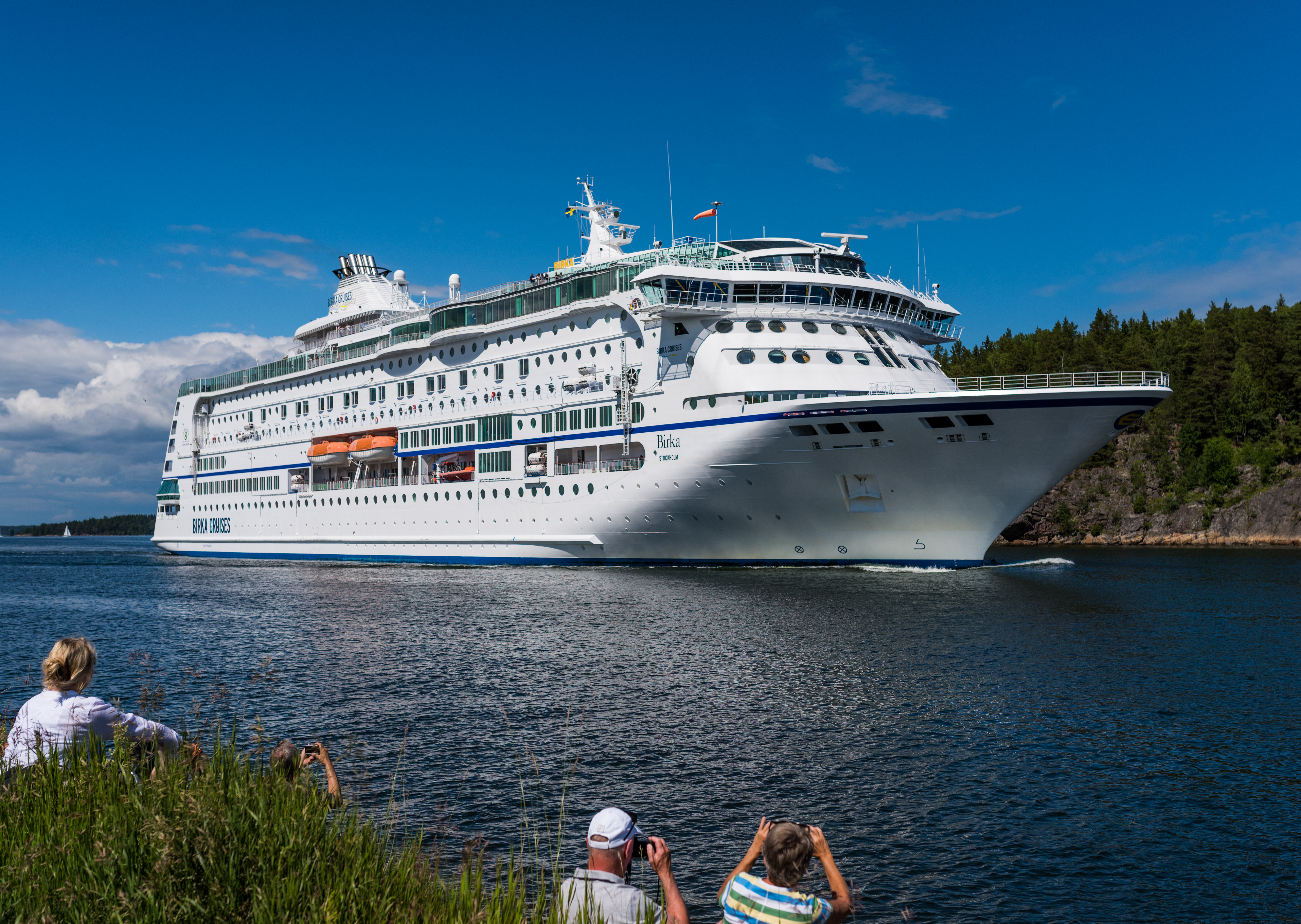
M/S Birka Stockholm i Oxdjupet, Stockholm, 2017.
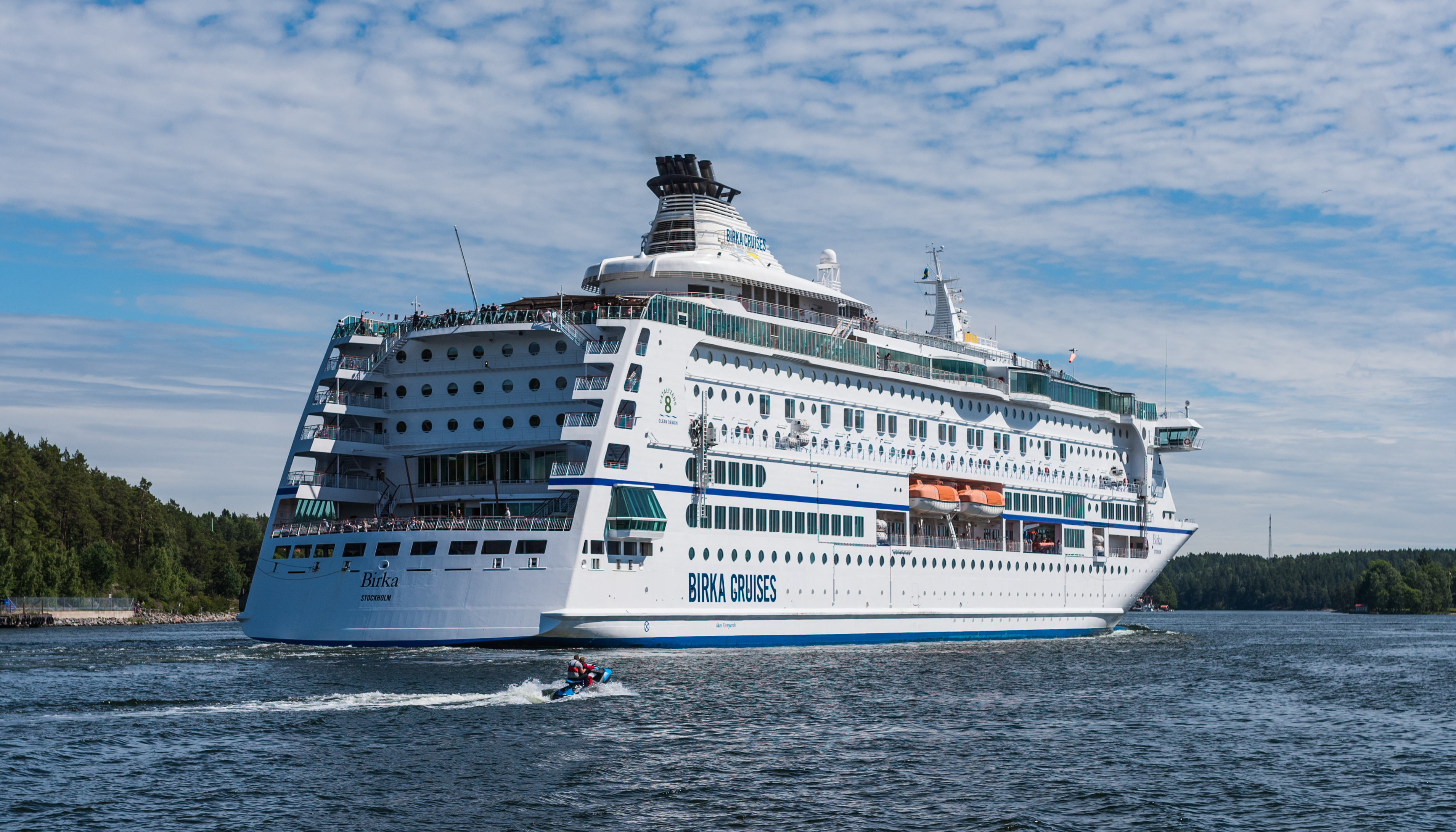
M/S Birka Stockholm lämnar Oxdjupet, Stockholm, 2017.